# Modła (Łódź)
Pour les articles homonymes, voir Modła.
Modła est une localité polonaise de la gmina de Słupia, située dans le powiat de Skierniewice en voïvodie de Łódź.